# Pteropus dasymallus
Pteropus dasymallus е вид бозайник от семейство Плодоядни прилепи (Pteropodidae). Видът е почти застрашен от изчезване.

## Разпространение
Разпространен е в Провинции в КНР, Тайван, Филипини и Япония (Рюкю).